# Litouwse Muziek- en Theateracademie
De Litouwse Muziek- en Theateracademie (Lietuvos muzikos ir teatro akademija, LMTA) is een hogeronderwijsinstelling in Vilnius voor muziek-, theater- en multimediaonderwijs. De academie heeft de status van universiteit.
De instelling ontstond in 1949 uit twee voorgangers: het conservatorium van Kaunas, dat op zijn beurt in 1933 voortkwam uit een door Juozas Naujalis opgerichte muziekschool, en het conservatorium van Vilnius, dat in 1940 was opgericht, nadat die stad in (Sovjet-)Litouwen was komen te liggen. Het Staatsconservatorium van de Litouwse SSR (LTSR valstybinė konservatorija) werd in 1992 omgedoopt tot Litouwse Muziekacademie (Lietuvos muzikos akademija, LMA) en kreeg in 2004 zijn huidige naam. De LMTA beschouwt 1933 als haar oprichtingsjaar.
De LMTA bestaat uit drie faculteiten, een voor muziek, een voor theater en film (sinds 1991) en een in de havenstad Klaipėda. Het hoofdgebouw bevindt zich aan de Gediminasboulevard en huisvest een aantal concert- en theaterzalen. De muziekfaculteit is ondergebracht in het Congrespaleis (Kongresų Rūmai), waar zich eveneens een concertzaal bevindt, en de theaterfaculteit is gehuisvest in het 18de-eeuwse Sluškapaleis (Sluškų Rūmai). De faculteit in Klaipėda maakt sinds 2018 deel uit van de LMTA en was daarvoor een onderdeel van de Universiteit van Klaipėda.